# Бондкув (Мазовецьке воєводство)
Бондкув (пол. Bądków) — село в Польщі, у гміні Ґощин Груєцького повіту Мазовецького воєводства.
Населення — 322 особи (2011).
У 1975-1998 роках село належало до Радомського воєводства.

## Демографія
Демографічна структура станом на 31 березня 2011 року:
|          | Загалом | Допрацездатний вік | Працездатний вік | Постпрацездатний вік |
| -------- | ------- | ------------------ | ---------------- | -------------------- |
| Чоловіки | 165     | 44                 | 108              | 13                   |
| Жінки    | 157     | 37                 | 90               | 30                   |
| Разом    | 322     | 81                 | 198              | 43                   |